# Stormy Daniels
Pour les articles homonymes, voir Daniels.
 (septembre 2018).
Si vous disposez d'ouvrages ou d'articles de référence ou si vous connaissez des sites web de qualité traitant du thème abordé ici, merci de compléter l'article en donnant les références utiles à sa vérifiabilité et en les liant à la section « Notes et références ».
Stephanie Clifford, née Stephanie A. Gregory, connue sous le pseudonyme de Stormy Daniels, née le 17 mars 1979 à Baton Rouge (Louisiane), est une actrice et réalisatrice de films pornographiques américaine.

## Biographie

### Enfance
Stephanie A. Gregory grandit à Baton-Rouge en Louisiane. Après le divorce de ses parents, Sheila et Bill Gregory, qui a lieu l'année de ses quatre ans, elle est élevée par sa mère.
Au collège et en école secondaire, passionnée d'équitation, elle participe à des concours hippiques de saut. Elle possède par la suite des chevaux.
En parallèle, elle prend des leçons de danse. Elle commence le ballet à quatre ans, et se produit dans quelques ballets avec la troupe de Bâton-Rouge. Elle fait aussi partie de la troupe de danseuses de son école secondaire.
Elle reçoit plusieurs bourses qu'elle utilise pour se lancer dans le nu et dans le demi-nu.

### Adolescence
Stormy Daniels commence le striptease alors qu'elle est encore à l'école secondaire et encore mineure. Pour ne choquer personne, son spectacle n'est pas trop osé. En désaccord avec sa mère, elle quitte le domicile familial pour s'installer en appartement avec son petit ami de l'époque.
Alors qu'elle a 17 ans et qu'elle suit sa dernière année d'école secondaire, elle rencontre une danseuse qui lui conseille de tenter sa chance dans le monde de la nuit. Elle est convaincue et travaille alors de plus en plus.

### Stripteaseuse
Après son dix-huitième anniversaire, Stormy Daniels rentre dans un club plus fantaisiste, le Gold Club, à Bâton Rouge. Elle y travaille presque chaque nuit pendant trois ans. Elle met de l'argent de côté, puis se fait poser des implants mammaires.
Elle envoie ensuite des photos à un photographe qu'une autre fille lui conseille. Ainsi, elle pose pour quatre magazines. Elle pose notamment pour Suze Randall.

### Actrice pornographique

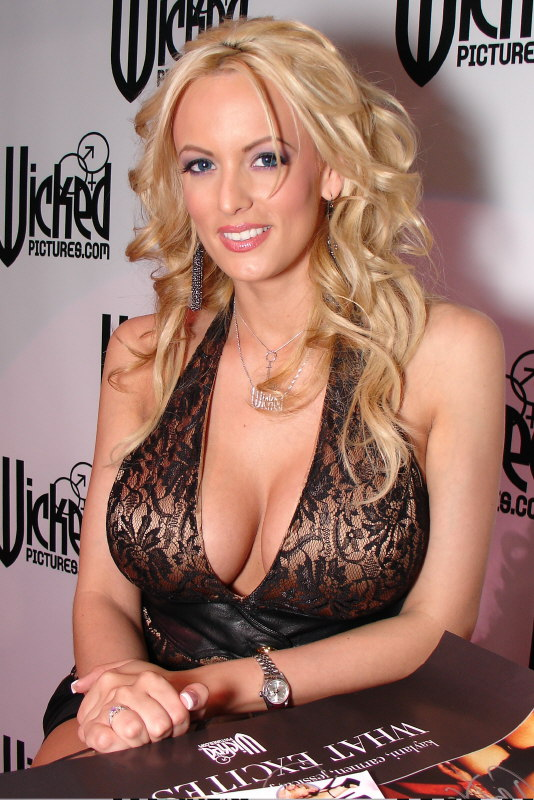
Daniels en 2007.

Stormy Daniels décide de partir pour Los Angeles en mai 2002 pour se lancer dans le cinéma pornographique. À son arrivée, elle rend visite à son amie Devon Michaels. Le jour même, Devon l'emmène sur le tournage d'un film de Brad Armstrong produit par le studio Wicked Pictures.
Le lendemain, elle tourne sa première scène porno, une scène lesbienne, dans American Girls Part 2, un film produit par Sin City. Elle décide alors de rester à Los Angeles, ne connaissant pourtant Brad Armstrong que depuis cinq jours. Il lui apprend toutes les ficelles du métier. Pendant deux mois et jusqu'à ce que Wicked Pictures lui confie un rôle principal, Stormy Daniels ne tourne que des scènes lesbiennes.
Elle tourne sa première scène hétérosexuelle dans le film Heat avec Brad Armstrong comme partenaire. Elle signe ainsi en septembre 2002 un contrat d'exclusivité avec Wicked Pictures.
Stormy Daniels fait également quelques apparitions dans des films non pornographiques comme 40 ans, toujours puceau ou la série Dirt.

### Relation présumée avec Donald Trump

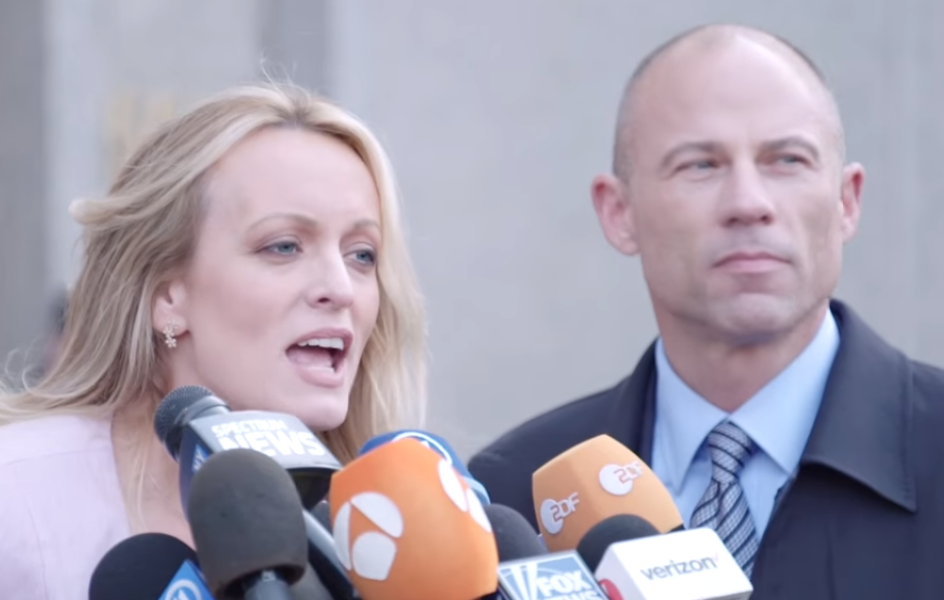
Stormy Daniels avec son avocat Michael Avenatti en 2018.

Le 12 janvier 2018, The Wall Street Journal rapporte qu'un mois avant l'élection présidentielle américaine de 2016, Stormy Daniels aurait conclu avec Michael Cohen, un avocat au service de Donald Trump, candidat du Parti républicain, et futur président des États-Unis, un accord prévoyant qu'elle reçoive 130 000 dollars pour ne pas divulguer qu'en 2006, soit un an après le mariage de Trump avec son épouse Melania, elle aurait eu avec ce dernier des relations sexuelles consenties.
Ce paiement pourrait être considéré comme ayant pu influencer l'élection présidentielle de 2016 en empêchant une histoire potentiellement dommageable pour Trump de devenir publique. Cela pourrait constituer une violation des lois sur le financement des campagnes électorales, car le paiement n'a pas été déclaré comme une dépense de campagne. Il est également allégué que la Trump Organization a falsifié des documents commerciaux pour dissimuler ce paiement, en le répertoriant comme des « frais juridiques ». Cela pourrait constituer une fraude financière et une falsification de documents.
Le 25 mars 2018, au cours d'une interview dans l'émission 60 minutes diffusée par la chaîne de télévision CBS News, elle évoque avoir eu une relation sexuelle en juillet 2006 avec Donald Trump, élu 45e président des États-Unis, et avoir reçu des menaces et subi des pressions.
Durant l'été 2018, lors du lancement de la 22e saison de Celebrity Big Brother, elle annule sa participation au dernier moment. Kirstie Alley, Jermaine Pennant et Nick Leeson y sont notamment candidats.
En septembre 2018, elle publie le livre Full Disclosure, dans lequel elle donne sa version de sa relation avec Donald Trump, agrémentée de détails sur leur relation sexuelle présumée,.
Début 2023, la presse internationale se fait l'écho d'une éventuelle convocation de l'ancien président Donald Trump, défait à l'élection présidentielle de 2020 face à l'ancien vice-président démocrate Joe Biden, devant la justice américaine pour s'expliquer sur cette affaire : une condamnation pourrait l'empêcher de se présenter une seconde fois à la l'élection présidentielle de novembre 2024. Trump y est accusé de fraude dans la comptabilité de son groupe immobilier, the Trump Organization.
En effet, ce que la justice lui reproche n'est ni l'adultère, ni le contrat pour acheter le silence de l'actrice. Le versement des 130 000 dollars à celle-ci a été fait par Michael Cohen, qui était alors l'avocat de Trump. Ensuite, Cohen a été remboursé, non pas par Trump lui-même, mais par son groupe immobilier. La comptabilité de celui-ci a alors été maquillée pour dissimuler ce versement frauduleux. C'est cela que la justice de l'état de New York reproche à Trump.
En mars 2023, l'avocat Michael Cohen, après avoir dénoncé le rôle de Trump dans cette affaire, témoigne devant un grand jury à New York. Donald Trump dénonce « une chasse aux sorcières » et dément une nouvelle fois avoir eu une liaison avec l'actrice. Stormy Daniels livre sa version des faits le 15 mars. Après avoir été entendu par la justice le 20 mars, Donald Trump risque une inculpation à New York en vertu du droit pénal américain. Face à ce risque, l'ancien président appelle ses partisans à manifester pour sa défense. En réaction à cet appel, le sénateur démocrate Mark Kelly déclare : « Il sera important pour les forces de l'ordre de faire attention à ces manifestations et de faire en sorte qu'elles n'atteignent pas le niveau de violence [du 6 janvier 2021]. » Le 30 mars, le grand jury décide d'inculper au pénal l'ex-président américain, qui sera convoqué le 4 avril 2023 devant la cour.
Estimant que Trump a usé de sa liberté d'expression, garantie par le premier amendement de la Constitution des États-Unis de 1791, et rejetant l'accusation de diffamation formulée par la partie plaignante, la cour condamne Stormy Daniels à débourser 120 000 dollars en faveur de l'ex-président Donald Trump en remboursement des honoraires des avocats de ce dernier.

#### Procès
Donald Trump et ses avocats demandent à plusieurs reprises le report du procès après l'élection présidentielle et arguent également qu'un ancien président dispose de l'immunité juridique concernant sa fonction,,,,,. Finalement, The People of the State of New York v. Donald J. Trump débute finalement le 15 avril 2024, en pleines primaires républicaines et dure jusqu'au 31 mai en la Cour suprême de New York. La présence de Donald Trump est obligatoire,. C'est la première fois qu'un ancien président des États-Unis est jugé au pénal (New York business fraud lawsuit against the Trump Organization (en) étant un procès civil). Lui, soumis à un gag order et ses alliés républicains dénoncent une ingérence électorale et une guerre juridique menée par les démocrates. Il est reconnu coupable des 34 chefs d'accusations mais annonce déjà faire appel. Des experts juridiques indiquent que la sentence sera probablement une amende. Ce verdict ne l'empêchera pas de candidater à la Maison Blanche fin 2024.

### Vie personnelle
Stormy Daniels s'est mariée cinq fois. Elle épouse d'abord Pat Myne en 2003 et leur union prend fin en 2005. Elle est ensuite mariée à Michael Mosny, dit Mike Moz, de 2007 à 2009. Daniels est arrêtée en juillet 2009 à la suite d'une accusation de violence domestique envers son mari. Elle épouse Glendon Crain, avec qui elle a une fille, Caden, née en 2011. Le couple divorce peu après et Daniels épouse Brendon Miller en 2015. Daniels demande le divorce en juillet 2018. En 2022, elle épouse dans l'intimité la star du porno Barrett Blade.
Daniels possède plusieurs chevaux et a remporté plusieurs rubans bleus lors d'événements équestres.

## Récompenses
AVN Awards
- 2010 : AVN Award for Best Packaging - Operation Tropical Stormy
- 2008 : AVN Award for Crossover Star of the Year
- 2008 : AVN Award for Best Sex Comedy - Operation Desert Stormy
- 2007 : AVN Contract Star of the Year
- 2006 : AVN Award for Best Supporting Actress (Video) – Camp Cuddly Pines Powertool Massacre
- 2006 : AVN Award for Best Screenplay – Camp Cuddly Pines Powertool Massacre
- 2004 : AVN Best New Starlet Award (Meilleure révélation féminine)[33]

XRCO Award
- 2008 : XRCO Award for Best Director - Features
- 2008 : Mainstream Adult Media Favorite
- 2006 : Mainstream Adult Media Favorite

F.A.M.E. Awards
- 2009 : Favorite Breasts
- 2008 : Award for Favorite Director
- 2007 : Favorite Breasts
- 2006 : Favorite Breasts

Autres récompenses
- 2012 : NightMoves Adult Entertainment Award – Best Director (Editor's Choice)
- 2009 : Free Speech Coalition Positive Image Award
- 2009 : NightMoves Adult Entertainment Award – Best Director (Editors' Choice)
- 2009 : XBIZ – ASACP Service Recognition Award
- 2008 : XBIZ Award for Crossover Star of the Year[34]
- 2008 : Adam Film World Actress of the Year
- 2008 : NightMoves Adult Entertainment Award – Best Parody/Comedy Release (Fan's Choice)
- 2008 : NightMoves Adult Entertainment Award – Best Director (Fans' Choice)
- 2007 : NightMoves Hall of Fame inductee
- 2007 : NightMoves Adult Entertainment Award – Best Feature Dancer/Entertainer (Fan's Choice)
- 2007 : CAVR Best Feature Director
- 2007 : Gold G-String Award – Grand Prize Winner
- 2007 : AEBN Performer of the Year
- 2007 : Penthouse Pet of the Month - February
- 2006 : CAVR Award Best Feature Director
- 2006 : NightMoves Best Actress
- 2006 : NightMoves – Triple Play Award (Dancing/Performing/Directing)[
- 2006 : Exotic Dancer Adult Movie Feature Of The Year
- 2006 : Temptation Awards Best Actress
- 2006 : Adam Film World Crossover Performer of the Year
- 2005 : NightMoves Best New Director
- 2005 : High Society – Centerfold of the Year
- 2005 : CAVR Award Star of the Year
- 2005 : KSEX Radio – Sexiest Babe
- 2004 : KSEX Radio – Sexiest Babe
- 2004 : NightMoves Best Actress[35]
- 2004 : Gold G-String Award – Gold Medalist
- 2003 : Adam Film World Contract Babe of the Year
- 2002 : Gold G-String Award – Gold Medalist
- 2001 : Gold G-String Award – Gold Medalist

## Filmographie sélective
Filmographie classique
- 2005 : 40 ans, toujours puceau
- 2005 : The Witches of Breastwick
- 2006 : Mind of Mencia (en) (série télévisée)
- 2007 : En cloque, mode d'emploi
- 2007 : Dirt (série télévisée)

Filmographie pornographique
- 2000 : Sea Sluts 5
- 2002 : When The Boyz Are Away The Girlz Will Play 7
- 2003 : Island Girls
- 2004 : Lickity Slit
- 2005 : Revenge of the Dildos
- 2006 : Da Vagina Code
- 2007 : Potty Mouth
- 2008 : Bound (II)
- 2009 : Chicks Gone Wild 5
- 2010 : Sex Lies and Spies
- 2011 : Happy Endings
- 2012 : Unfaithful
- 2013 : Beaver Buffet
- 2014 : Dickless
- 2015 : Girls Night
- 2016 : Girls on Top
- 2017 : Hot Cherry Pies 11